# A. Thomas Cole
Andrew Thomas Cole (* 1933 in Chilhowie) ist ein ehemaliger US-amerikanischer Klassischer Philologe.

## Leben
Er studierte an der Harvard University (1950–1954 und nach einem Fulbright-Jahr in Italien und dem Militärdienst 1957–1960). Er hatte Gastprofessuren in Harvard (Frühjahr 2003) und Urbino (Frühjahr 1988) sowie von 1966 bis 2000 eine Professur für Griechisch und Latein an der Yale University.

## Schriften (Auswahl)
- als Herausgeber mit Christopher M. Dawson: Studies in Latin poetry. Cambridge 1969, ISBN 0-521-07395-2.
- Epiploke. Rhythmical continuity and poetic structure in Greek lyric. Cambridge 1988, ISBN 0-674-25822-3.
- The origins of rhetoric in ancient Greece. Baltimore 1991, ISBN 0-8018-4055-4.
- Ovidius mythistoricus. Legendary time in the Metamorphoses. Frankfurt am Main 2008, ISBN 3-631-56959-9.